# Château de Prény
Le château de Prény est un ancien château fort, situé dans la commune française de Prény, dans l'actuel département de Meurthe-et-Moselle, dont l'origine reste obscure. Il constituait la dernière forteresse des ducs de Lorraine face aux évêques de Metz. Il était situé non loin du château de Dieulouard qui lui, appartenait aux évêques de Verdun et du château de Mousson, possession des comtes puis ducs de Bar.
Le château fait l'objet d'un classement au titre des monuments historiques depuis 1862, le corps de garde bénéficiant d'une inscription en 2001.

## Historique
Le premier château de Prény fut érigé sur des terres de l'abbaye de Saint-Pierre-aux-Nonnains dont le duc de Lorraine devint l'avoué. D'abord confiée à des fidèles de la dynastie lorraine, les de Conflans qui devinrent les de Prény, la citadelle devint au XIIe siècle la résidence principale des ducs de Lorraine avant leur installation à Nancy en 1298.
Alors que Mathieu Ier de Lorraine, duc de 1139 à 1176 était à Prény, le château fut assiégé par Étienne de Bar, évêque de Metz, qui occupa le siège épiscopal de cette ville de 1121 à 1162.
En 1207, le château fut pris et détruit en partie par le comte de Bar, Thiébaut Ier ; reconstruit, il est un chef-d'œuvre d'architecture militaire médiévale et devient imprenable par la force jusqu'au développement de l'artillerie. Ainsi, en 1262, la forteresse résista pendant cinq mois à un siège des troupes du comte de Bar, Thiébaut II. Du 14 au 17 septembre 1266, une grande bataille opposait sous ses murs Lorrains et Luxembourgeois aux Messins et Barisiens. En 1286, la citadelle fut vaillamment défendue par le capitaine et prévôt de Prény, Milon de Vandières qui, dans la tradition populaire, deviendra le cavalier noir ou chevalier de la Haute Chasse. Bouchard d'Avesne, évêque de Metz, dut renoncer à son siège et signer la paix le jour de la Saint-Barthélemy de l'an 1290. Les duchés de Bar et de Lorraine ayant été unifiés au XVe siècle sous la bannière de René Ier d'Anjou, son utilité stratégique s'en trouva amoindrie et son entretien peu assuré car il coûtait cher aux finances ducales. En 1437 le château, qui récupéra rapidement sa garnison lorraine, fut occupé par une garnison bourguignonne, en guise de garantie du payement de la rançon due par le duc de Lorraine au duc de Bourgogne de même qu'en 1474 cette fois pour assurer Charles le téméraire du libre passage de son armée. Toutefois, le jeune duc de Lorraine, René II, après s'être ravisé, envoya Gérard D'Avillers qui, à la tête d'un détachement, s'empara de Prény et s'y retrancha solidement. Ainsi, en 1477, le grand duc d'Occident se garda bien d'attaquer la forteresse de Prény qui salua son passage d'une volée de boulets de canon.
Une déclaration de 1573 établit que le duc de Lorraine est, en haute justice, seul souverain de Regniéville et institue pour prévôt l'officier de son château de Prény.
En 1632, le château et son arsenal contenant un armement démodé sont occupés par les troupes françaises. Face à la résistance des Lorrains de Charles IV de Lorraine, Richelieu, principal ministre du roi Louis XIII, craignant que les châteaux lorrains servent de point d'appui aux forces du duc de Lorraine qui connaissent quelques succès en certains endroits, ordonne en 1636 le démantèlement du château. Cette forteresse ne remplit alors plus aucun rôle militaire.
Confisqué comme bien national lors de la Révolution française, il est vendu aux enchères à un bourgeois de Nancy le 7 novembre 1797. En 1862, l'ancienne forteresse des ducs de Lorraine est classée au titre des monuments historiques. Toutefois, lors de l'occupation allemande de 1914-1918, les occupants l'intégrèrent dans leur système de défense puisqu'il fut entouré d'une ligne de blockhaus et de diverses ouvrages de défense. Pour cette raison de nombreuses parties furent détruites lors des combats sanglants qui opposèrent les armées allemande et américaine du 25 septembre au mois de novembre 1918 peu avant l'armistice. À la demande du Ministère de l'Éducation nationale et des Beaux-arts, des travaux de restauration furent entrepris en 1937-1938 afin de consolider la tour du Magasin aux armes.

## L'ouvrage fortifié
Reconstruit après le désastre de 1207, le château couvrait un territoire de près de trois hectares, mesurant, sans les fossés, 170 mètres du nord au sud et 185 mètres d'ouest en est. Pour s'emparer de la forteresse, les assaillants devaient passer des haies plantées d'épines et une rangée de rochers, ensuite le fossé puis l'enceinte du château, de nouveau un fossé au pied du donjon, l'enceinte du donjon et enfin la tour Mandeguerre qui du haut de ses 70 mètres était un véritable donjon dans le donjon. En fait, cet ouvrage, qualifié de chef-d'œuvre de l'architecture militaire médiévale, était imprenable pour qui ne possédait pas une immense armée et seul un siège visant à affamer la garnison aurait pu en venir à bout. Mais c'était compter sans les puits, les caves et les greniers dont était pourvue « la ville de Prény », tel qu'on disait au XVe siècle. Dans le cas où la forteresse aurait été perdue, les occupants pouvaient encore s'enfuir en empruntant des souterrains menant dans les fossés. Malgré l'apparition de l'artillerie à feu, aucune armée ne put s'emparer par la force du château qui fut lui-même pourvu de bouches à feu. Ainsi en 1617 et 1634, neuf pièces d'artillerie étaient mentionnées dans l'arsenal du château : deux longues pièces de fer montées sur roues, fort vieilles, deux moyennes pièces de fonte dont les affûts ne valaient plus rien ; et des petits canons que l'on appelait aux XVIe et XVIIe siècles « fauconneaux », soit deux gros fauconneaux montés sur roues et trois fauconneaux sur chevalets. De plus trois arquebuses à crocs de fonte, trente-trois arquebuses à crocs de fer forgé, trois cents boulets de fer, quatre cents autres plus petits, trois cents livres de poudre d'arquebuse, sept cents livres de poudre à canon, cent cinquante livres de plomb en feuille et douze hottes de mèches d'arquebuses étaient entreposés certainement dans la tour du Magasin aux armes.
Arrivé devant le château, le visiteur devait entrer par l'ouest en passant sur un pont gardé par la première tour du Petit-Huix encadrée par la tour du Petit-Huix au nord et la tour l'abbé au sud. Ensuite, il pénétrait dans le grand boulevard du baille protégé au nord par une enceinte occupé en son centre par la tour d'Enfer et au sud par la Grosse muraille. Ce boulevard se terminait à l'est par le Demy-rond. Puis « l'estranger » entrait dans le château proprement dit par la Grande Porte aux champs défendue de chaque côté par des murs percés d'arbalétrières. En continuant par l'ouest, il pouvait apercevoir les bâtiments du Grand corps de garde, de l'Artillerie et la chapelle adossés à la Grosse muraille. La maison seigneuriale se trouvait à l'ouest face à la tour du Colombier. La façade ouest au pied de laquelle s'étendait le Grand fossé était renforcée du nord au sud par la tour l'Abbé, la tour du Colombier, la Petite tour dite « la Sentinelle » et la tour Malgalle qui devait son nom à une famille de maçons auxquels le duc René avait accensé son four à chaux.

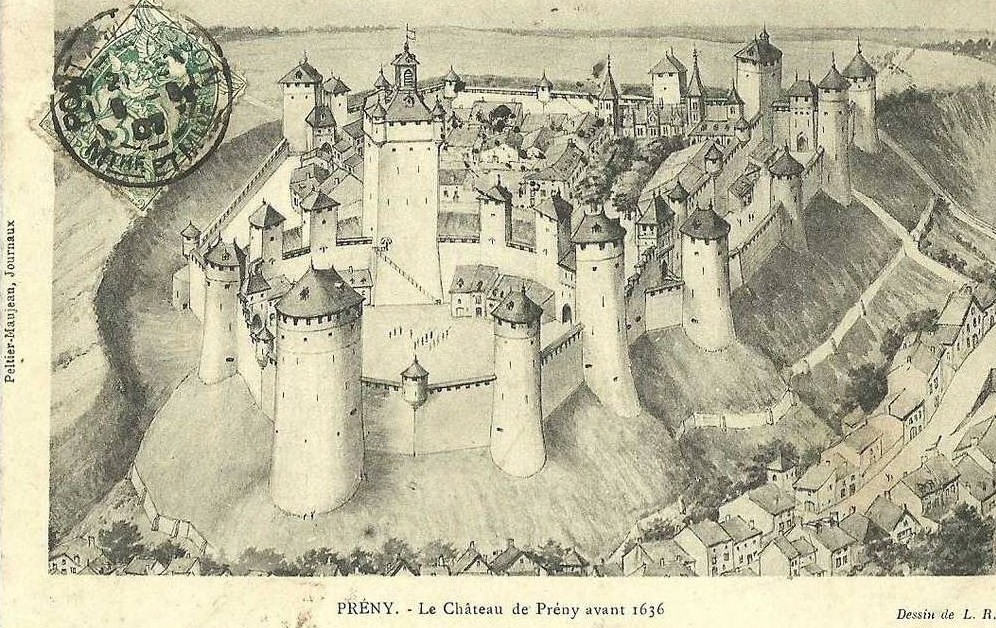
Château de Prény avant 1636.

Au sud-ouest, la tour le Haut-toit surveillait la Petite porte sur le Grand fossé. Le rempart sud était défendu par la tour basse de la Pouilleuse et au sud-est par la tour de la Héville dont la garde avait, sans doute, été attribuée à Jehan de La Héville. Le visiteur pouvait ensuite pénétrer dans le donjon par deux portes : au sud la Porte basse, au nord la Porterie du donjon à laquelle il fallait accéder en empruntant un petit pont qui connut quelques réparations effectuées, en 1504, par les maçons et charpentier résidant à Prény. La façade ouest du donjon était protégée par le fossé du donjon. La tour Mandeguerre, imposante tour maîtresse du XIIe siècle, construite sur un plan heptagonal avec un éperon triangulaire face au bourg, en haut de laquelle se trouvait une grosse cloche qui servait en cas de danger à « mander la guerre » lorsque les « waitteurs » (guetteurs) apercevaient une troupe ennemie afin de prévenir la population des villages environnants se trouvait au centre. De chaque côté de celle-ci, deux tourelles protégeaient l'enceinte. Au nord, le donjon était gardé par la tour du Magasin aux armes, au nord-est par la tour de la Charbonnière et enfin au sud par la tour des Moynes dont deux étages abritaient au XVIe siècle les haute et basse prisons.
Toutes ces constructions s'étalèrent du XIIe au XVIIe siècle et devinrent un symbole de souveraineté du duc de Lorraine jusqu'au démantèlement du château en 1636.
« Priny ! » était le cri de guerre des armées des ducs de Lorraine. Dans le Tournoi de Chauvency, en 1285, Jacques Bretel note que deux chevaliers lancent ce cri d'armes.

## Sources
- Manuel Bazaille, Le Château de Prény, (Revue lorraine populaire, no 166, juin 2002)
- Manuel Bazaille, L'Arsenal du château de Prény, (Revue lorraine populaire, no 187, décembre 2005)
- Manuel Bazaille, Travaux de restauration au château, (Nos villages lorrains, n°162, janvier 2021)
- Lucien Geindre, Le Château de Prény, (Le pays lorrain, Journal de la société d'archéologie lorraine et du musée historique lorrain, 43e année, no 1 - 1962)